# Cerkev sv. Primoža in Felicijana, Loka pri Mengšu
Cerkev Svetega Primoža in Felicijana je podružnična cerkev župnije Mengeš v Loki pri Mengšu. Postavljena je sredi ravnine in polj na desnem bregu Pšate

## Zemljepisna lega
Cerkev se nahaja na zahodnem robu Mengeškega polja ob desnem bregu Pšate sredi ravnine, med polji. Obkroža jo obzidje. Novogotsko znamenje s figuralno plastiko je postavljeno v bližini cerkve. V neposredni bližini je tudi grad Jablje, ki je postavljen na obrobju gozda. Lastniki gradu so bili Lambergi, Raspi. Mosconi in Lichtenbergi.

## Zgodovina
Cerkev sv.Primoža in Felicijana je prvič omenjena v letu 1526, ko je morala za vojno proti Turkom dati 18,5 lota težek kelih.
Polihistor Janez Vajkard Valvasor v svoji osmi knjigi Slave vojvodine Kranjske omenja cerkev v Loki, kot cerkev Svetega Primoža in Antona. Pri tem ni znano ali je sv. Felicijana po pomoti zamenjal s sv.Antonom ali zaradi tega, ker je bil ta svetnik v tem času zelo češčen in se je njegov kip nahajal v stranskem oltarju, kjer je še danes. Tu je bila tudi bratovščina sv. Antona in ljudje so v Loko romali od blizu in daleč.
Od nekdanje gotske cerkve je ostala zahodna stena s še ohranjenim gotskim portalom iz peščenca. Nekdanja gotska cerkev je bila široka približno toliko, kolikor je široka sedanja srednja ladja. Stari steni je bila prizidana z zunanje strani tanjša stena, da so izravnali zid. 
Cerkvi so v 17. stoletju prizidali dve stranski ladji. Z osrednjo ladjo so ju združili tako, da so steni prejšnje cerkve spodaj podrli, na vsaki strani nato postavili po dva okrogla kamnita stebra, ki skupaj s končnim zidovjem podpirajo zgornje dele sten. Nad stebri sta steni zaključeni s po tremi polloki.  Stranski ldji sta križno obokani, srednja je imela lesen, na sredi nekoliko dvignjen strop. Verjetno je, da so ob tej prezidavi obdržali gotski prezbiterij, ki je bil majhen in zaključen s tremi stenami osmerokotnikov. V prid trditvi, da je bila cerkev prezidana v tem času, govori ohranjeni zlati oltar sv. Antona. Domnevno so tedaj cerkvi prizidali sedanji zvonik.
Kamnit in obokan prezbiterij na vzhodni strani zaključujejo tri stene v obliki osmerokotnika. Pasovi med banjastim obokom in trilistno polkupolo so okrašeni s štukirano reliefno ornamentiko iz želodov in cvetov. Zid prezbiterija je na zunanji strani zaključen s kamnitim vencem.
Sredi 18. stoletja je bil postavljen kamniti portal pri vhodu v žensko stransko ladjo.
Zakristija s kvadratnim tlorisom je imela do leta 1891 raven strop, sedaj pa je križno obokana. Imela je tristransko, na prezbiterij prislonjeno streho. Ko je cerkev dobila novo streho, so na zakristijo dali dali enostransko streho. S tem so nad zakristijo pridobili sobo za hrambo cerkvene opreme. Dostop do sobe je s kora. Leta 1891 je cerkev dobila novo ostrešje. Takrat so stare zidove za en meter nadzidali in streho povišali. Po potresu leta 1895 je bila cerkev obnovljena. Na steni zvonika so še vidne sledi treh predelav. Streha je bila prvotno prekrita s skrilom, danes je cerkev prekrita z opečnato kritino. Na pokončnih tramih je zapisano ime tesarskega mojstra, ki je izvedel dela (Franc Kosec iz Dobena) in zidarjev Franca Hočevarja, ki je bil tudi mežnar ter Janeza Skoka in Valentina Kušarja, vsi iz Loke.
Ključarja sta bila janez Svetina in Valentin Tavčar. Ločani so ves les dobili in nasekali v župnijskem gozdu.
Ladje so dolge 8,8 m, srednja je široka 6,45 m, stranski pa po 2,25 m. Prezbiterij je dolg 7,4 m, širok7,83 m, slavolok je širok 3, 85 m.
Na steni ob zvoniku so na podstrehi ohranjene sledi ravnega lesenega stropa, ki je bil na sredini ladje nekoliko dvignjen. Med potresom leta 1895 se je ta obok podrl, kar je imelo za posledico, da je bila cerkev leto dni zaprta. Potem so naredili lesen strop, ki so ga ometali in oblikovali, da je videti, kot banjasti obok.
Na južni zunanji strani cerkve je freska, ki jo je leta 1893 naslikal Matija Koželj, Lichtenbergov grb nad vhodnimi vrati pa je bil odstranjeb leta 1946. Kipa sv. Nikolaja in sv. Avguština je izrezljala okoli leta 1730 frančiškanska podobarska delavnica v Kamniku.
Notranjost cerkve je bila prebeljena leta 1935 in 1990, na zunanji strani zidov pa so opravili drenažna dela in osuševalna dela.

## Veliki oltar
Sedanji oltar je izdelal leta 1894 Franc Osole iz Kamnika, ki je nadomestil zelo star leseni oltar, ki je bil meter nižji od sedanjega. V osrednji niši sta 100 cm visoka lesena kipa zavetnikov Sv. Primoža in Sv. Felicijana iz konca 17. stoletja ali začetka 18. stoletja. Kip Brezmadežne z Jezuščkom v roki je iz 17. stoletja. Od prejšnjega oltarja sta tudi baročna angela, na straneh ob tronu sta stara kipa sv. Marije Magdalene in še ene svetnice, ki ju je loški cerkvi oskkrbel Janez Veider in sta prinešena od drugod.
Na južni strani glavnega oltarja je na kamnitem zidanem podstavku kip sv. Nikolaja, na severni strani pa sv. Avguština. Lesena kipa sta visoka 200 cm in sta narejena okoli leta 1720, ter sta podobna izdelkom Kamniške frančiškanske rezbarske delavnice. Po ustnem izročilu sta bila kipa verjetno narejena za grad Jablje in sta bila pozneje pripeljana v loško cerkev.

## Stranski oltar sv. Antona Padovanskega
Oltar spada v vrsto takoimenovanih zlatih oltarjev iz druge polovice 17. stoletja. Krase ga svedrasti, s trto oviti stebri in angelske glavice. V letu 1891 ga je prenovil Franc Osole iz Kamnika. V sredi oltarja je 125 cm visok kip sv. Antona Padovanskega, ki je iz lesa. Na straneh sta 70 cm visoka kipa, na levi sv. Jerneja z nožem in na desni sv. Matije s sekiro. V atiki pod stopnicami se nahaja kip sv. Aleša, na straneh pa sta 55 cm visoka kipca angelov. Zlati oltar spada med najdragocenješe na Slovenskem.

## Oltar Svete Družine
Oltar je izdelal v severni ladji leta 1891 Franc Osole. V oltarnem nastavku je oljna slika Matije Koželja iz leta 1902. Prejšnjo sliko Svete Družine za oltar je naslikal leta 1855 Sršen iz Stoba v velikosti 127 x 73 cm . Slika je narejena na platno v oljni tehniki, na hrbtni strani pa je še starejša slika Svete Družine. Verjetno iz srede 17. stoletja izvirata 54 cm velika kipa sv. Luke in še enega svetnika, verjetno evangelista. V ovalni atiki pa se nahaja 50 cm visok kip sv. Jedrti.
Na zidu pod oltarjem je pritrjena slika Svete Družine na leseni tabli z letnico 1710.

## Druga cerkvena oprema
Kropivčka pri zakristijskih vratih in pri vhodu v severno ladjo je 19. stoletju izdelal mengeški kamnosek Bolte.
Prižnica je preprosta mizarska stvaritev iz prve polovice 19. stoletja. Na strehi je angel iz 17. stoletja.
Luči. Pred vsemi tremi oltarji visijo lestenci, ki jih je leta 1990 obnovil Viktor Dornik iz Mengša. Starejši je lestenec pred glavnim oltarjem. Stari stekleni lestenec  s svečami je bil uničen med potresom leta 1895.

## Bandero
Bandero loške podružnične cerkve je iz leta 1878. Slika je najverjetneje delo Matije Koželja. Na eni strani sta naslikana sv. Primož in Felicijan, na drugi pa sv. Jožef in Anton. Ohranjena je tudi slika prejšnjega bandera neznanega avtorja nastalega okoli leta 1800 v velikosti 100 x 80 cm.

## Križev pot
Križev pot je v zahvalo za povrnjeno zdravje kupila Apolonija Stopar. Na praznik sv. Jožefa, 19. marca 1903 ga je slovesno blagoslovil kamniški gvardijan Franc Angelus Mlejnik.

## Zakristija
V zakristiji je lepa omara z nastavkom na stebričkih iz srede 18. stoletja. Izmed štirih mašnih plaščev je najbolj dragocen tisti z vezeno Marijino podobo iz konca 19. stoletja. Izmed cerkvenih prtov je omembe vreden prt z zlatim robom in zlatimi nitkami, ki ga je cerkvi darovala jabeljska grofica. Hranijo tudi tri knjige misale iz let 1660, 1687 in 1763 ter star kelih in relikviarij.

## Nagrobnik v cerkvi
Na levi strani vhoda v severno stransko ladjo so vzidani kosi razbitega Raspovega nagrobnika. Do leta 1909 je bil na tleh na sredi pod slavolokom. Tako kot veliko drugih cerkva je bila včasih tudi loška last jabeljske gospode in so v njej pokopavali umrle družinske člane. Ker so cerkev tlakovali, so kamen dvignili in, kot kaže, tudi razbili ter kose najprej vzidali v obzidje in pozneje v cerkev.

## Kor
Kor so leta 1881 za pol metra poglobili v ladjo, oprt je bil na dva okrogla stebra in zadnjo steno srednje ladje. Ker je bil med potresom leta 1895 poškodovan, so ga pozneje obnovili. Leta 1938 pa so kupili tudi rabljen harmonij.

## Zvonik
Prvotna loška cerkev je verjetno imela lesen zvonik na strehi cerkve. Temeljni zidec sednjega zvonika zaključuje pristrešen kamniti venec iz sivega apnenca. Zvonik delijo na vrhu trije kamniti venci s posnetimi robovi. Do leta 1937 je zvonica bila odprta na tri strani, severno odprtino so popolnoma zazidali, med tem, ko so v vzhodno in južno odprtino vzidali vrata.
Lata 1877 je zvonik dobil novo ostrešje. Les je daroval jabeljski baron Leopold Lichtenberg. Ko je bilo ostrešje že na zvoniku in še ne pritrjeno, ga je močan veter na praznik sv. Primoža in Felicijana 9. junija v večernih urah treščil na tla. Padlo je na cerkveno obzidje. Tesarska dela je opravil Zoltarjev iz Tunjic. Ostrešje s stožčasto obliko, visoko 10 m so pokrili s skrilom, zidani del zvonika je visok 24 m. V zvonik je dostop s kora cerkve.

## Zvonovi
Prva svetovna vojna je leta 1917 Ločanom vzela dva zvonova, velikega iz leta 1792, ki je tehtal 330 kg in malega iz leta 1841, ki je tehtal 159 kg. Ostal jim je srednji zvon iz gotske dobe, ki tehta 250 kg. Na obodu ima gotski napis Maria Ave, vidni pa so tudi reljefi sv. Treh kraljev, sedeča Marija in kristusova glava.
Po prvi vojni so kupili dva nova bronasta zvonova, pri čemer veliki zvon tehta 390 kg, na obodu ima relief sv. Primoža in Felicijana. Mali zvon, ki tehta 104 kg ima relief sv. Antona Padovanskega. Precej denarja za zvonova so prispevali domačini, ki so živeli v Ameriki. Oba zvonova je blagoslovil mengeški župnik Franc Kušar.

## Freska sv. Krištofa
Jabeljski baron Leopold Lichtenberg je dal naročilo slikarju Matiji Koželju za novo fresko sv. Krištofa, ki naj bi zamenjala staro in manjšo sliko. Slikarju je steno sproti ometaval Janez Testen iz Loke, tako, da je slika naslikana na presni – sveži omet. Na sliki je bil do druge svetovne vojne viden grb Lichtenbergov z letnico 1893. Freska je bila signirana M.Koželj 20.X.1893.

## Cesar Jožef II skuša zapreti cerkev
Habsburški cesar Jožef II, ki je sicer pri od župnijskih središč oddaljenih cerkvah pospeševal ustanovitev novih duhovnij, je leta 1788 poskušal zapreti kar tri podruže cerkve (Trzin, Rašica in Loka).

## Bogoslužni red
Na praznik sv. Matija, 24. februarja je bila maša ob 7. zjutra, na praznik sv. Jožefa, 19. marca pa vedno ob 10.uri. Drugi teden po Veliki noči sta bili včasih dve maši ob šestih zjutraj za dobro letino poljščin. Ob križevem tednu pa so imeli procesijo in nato ob sedmih mašo. Na šesto nedeljo po Veliki noči je bila romarska maša ob desetih dopoldne, na god Sv Primoža in Felicijana, 9. junija pa ob šestih zjutraj. Maše so bile tudi na god sv. Antona Padovanskega, na god sv. Aleša 17. julija in 24. avgusta na god sv. Jerneja. Dan pred Božičem, 24. decembra je bila maša ob osmi uri.
Na dan sv. Antona Padovanskega (13.junija) in 24. decembra so v Loki blagoslavljali vodo. Medtem, ko so velikonočne jedi blagoslavljali na veliko soboto ob treh popoldan.

## Cerkveni pevski zbor
Ločani so imeli cerkveni pevski zbor že okrog leta 1880, ko so povečali kor. Pevski zbor so imeli tudi med obema vojnama. Leta 1938 so pevci zbrali denar za nakup rabljenega harmonija.

## Mežnarija
Po ustnem izročilu naj bi stara mežnarija bila pri cerkvi, kjer naj bi menda bilo še nekaj drugih hiš. Ta mežnarija je bila verjetno prodana po dekretu cesarja Jožefa II 1. avgusta 1782, ko je bila večina cerkvenih posesti prodana.
Leta 1823 je Loka dobila novo mežnarijo in sicer zadnjo hišo na levi strani ceste iz Loke proti Dobenu in cerkvi.